# Paris Innovation
 (septembre 2024).
Paris Innovation est un label[Quoi ?] regroupant l'ensemble des initiatives[Comment ?] en faveur de l'innovation et de la compétitivité à Paris créé en 2023.
Il distingue[pas clair] un ensemble de services et d'outils[évasif] dans la capitale afin de favoriser et soutenir l'esprit d'entreprise, quel que soit le projet de création ou de reprise, la taille, l'activité et la phase de développement des sociétés. Les entrepreneurs sont accompagnés tout au long de leur parcours et prennent des formes diverses, au travers des organismes soutenus par la ville de Paris, de ses partenaires et de ses propres services.
Paris est ainsi dotée d’infrastructures de soutien au développement et à la compétitivité, tel que les incubateurs et pépinières d’entreprises.[source insuffisante]